# Closer (Album)
Closer ist das zweite und letzte Studioalbum der britischen Rockband Joy Division. Es erschien im Juli 1980, zwei Monate nach dem Suizid des Frontmanns Ian Curtis.

## Hintergrund
Die Aufnahmen zum zweiten Album fanden Mitte bis Ende März 1980 in den Britannia Row Studios in London statt, welche 1975 von Pink Floyd eingerichtet wurden. Closer erschien schließlich am 18. Juli 1980 auf Factory Records. Zum Zeitpunkt der Veröffentlichung war Sänger Ian Curtis bereits zwei Monate tot. Der Rest der Band machte noch im gleichen Jahr unter dem Namen New Order weiter.
Produziert wurde das Album von Martin Hannett, der bereits für Unknown Pleasures verantwortlich zeichnete und auch 1981 das Debütalbum Movement von New Order produzierte.
Auf dem Song Heart and Soul spielt Ian Curtis Gitarre, auf Decades Melodica. Für Atrocity Exhibition tauschten Hook und Sumner ihre Instrumente: Sumner übernahm den Bass, Hook die Gitarre. Drummer Morris spielte einige seiner Parts mit einem Elektronischen Schlagzeug ein.
Bereits im April 1980 erschien der Song Love Will Tear Us Apart als Vorbote des neuen Albums. Er wurde später – nach Curtis’ Tod – zum erfolgreichsten Lied der Band und erreichte Platz 13 der britischen Singlecharts. Die Single war jedoch nicht auf dem Album vertreten, sondern war 1988 Teil der Kompilation Substance.
Closer erreichte Platz 6 in den britischen Albumcharts.
Am 30. Oktober 2007 veröffentlichte Warner das Album als Collector’s Edition auf 2 CDs. Die Bonus-CD enthält den Mitschnitt eines Konzertes vom 8. Februar 1980.

## Cover
Das Cover wurde von Martyn Atkins und Peter Saville entworfen. Es zeigt das Grabmal der Familie Appiani auf dem Friedhof Staglieno in Genua, Italien, das 1910 von Demetrio Paernio geschaffen wurde. Die Fotografie stammt von dem französischen Fotografen Bernard Pierre Wolff, der auch die Coverfotografie für Love Will Tear Us Apart lieferte.

## Titelliste
Alle Songs stammen aus der Feder von Ian Curtis, Peter Hook, Stephen Morris und Bernard Sumner.
Seite A
1. Atrocity Exhibition – 6:06
2. Isolation – 2:53
3. Passover – 4:46
4. Colony – 3:55
5. A Means to an End – 4:07
Seite B
6. Heart and Soul – 5:51
7. Twenty Four Hours – 4:26
8. The Eternal – 6:07
9. Decades – 6:10
Collector’s Edition (Live in der University of London Union, 8. Februar 1980)
10. Dead Souls – 4:58
11. Glass – 3:42
12. A Means to an End – 4:00
13. Twenty Four Hours – 4:05
14. Passover – 4:53
15. Insight – 4:01
16. Colony – 4:04
17. These Days – 4:17
18. Love Will Tear Us Apart – 3:13
19.  Isolation – 4:41
20. The Eternal – 6:30
21. Digital – 3:14

## Rezeption

### Kritiken
Das Album gilt, wie auch sein Vorgänger Unknown Pleasures, als Meilenstein der Rockgeschichte, der viele nachfolgende Bands geprägt hat.
Die Musikzeitschrift Rolling Stone führt Closer auf Platz 157 der 500 besten Alben aller Zeiten und auf Platz 56 der 100 besten Alben der 1980er Jahre. New Musical Express wählte es auf Platz 16 der 500 besten Alben aller Zeiten. In der Auswahl der 100 besten Alben des Jahrzehnts von Pitchfork erreichte Closer Platz 10.

Closer is even more austere, more claustrophobic, more inventive, more beautiful, and more haunting than its predecessor. It’s also Joy Division's start-to-finish masterpiece, a flawless encapsulation of everything the group sought to achieve.

„Closer ist noch ernster, noch klaustrophobischer, noch einfallsreicher, noch schöner, und noch eindringlicher als sein Vorgänger. Es ist zudem Joy Divisions Anfang-bis-Ende-Meisterwerk, eine makellose Einkapselung von allem, was die Gruppe zu erreichen begehrte.“

Das Album wurde wie schon sein Vorgänger in die 1001 Albums You Must Hear Before You Die aufgenommen.

### Auszeichnungen für Musikverkäufe
| Land/Region                  | Auszeichnungen für Musikverkäufe (Land/Region, Auszeichnung, Verkäufe) | Verkäufe |
| ---------------------------- | ---------------------------------------------------------------------- | -------- |
| Vereinigtes Königreich (BPI) | Gold                                                                   | 100.000  |
| Insgesamt                    | 1× Gold ·                                                              | 100.000  |